# Ineffable Mysteries from Shpongleland
Ineffable Mysteries from Shpongleland è il quarto album in studio del gruppo musicale britannico Shpongle, pubblicato nel 2009.

## Tracce
1. Electroplasm – 10:12
2. Shpongolese Spoken Here – 6:38
3. Nothing Is Something Worth Doing – 6:24
4. Ineffable Mysteries – 10:26
5. I Am You – 11:36
6. Invisible Man in a Fluorescent Suit – 8:54
7. No Turn Un-Stoned – 8:02
8. Walking Backwards Through the Cosmic Mirror – 8:13